# 四三会议
四三会议，即“内蒙古自治运动统一会议”，是1946年4月3日在热河省承德举行的内蒙古自治运动联合会和东蒙古人民自治政府代表联席会议。会议通过了《内蒙古自治运动统一会议主要决议》（即“四三协定”），使得中共领导的主要在察哈尔省、绥东、热河省的卓索图盟的主张各民族平等自治的内蒙古自治运动联合会统一了内蒙古人民革命党领导的东蒙古人民自治政府。“四三”会议的召开，结束了内蒙古东、西部地区长期分裂、隔绝的状态。

## 历史
1946年3月30日至4月2日，在承德召开了内蒙古自治运动统一会议的5次预备会议，内蒙古自治运动联合会和东蒙古人民自治政府双方各派出7位代表与会。以博彦满都、哈丰阿为代表的东蒙古人民自治政府与以乌兰夫、刘春为代表的内蒙古自治运动联合会就会议就统一蒙古族自治运动达成共识，并在行政、机构、人事以及同各解放区（晋察冀中央局的冀察区委、冀热辽分局的热北地委与热辽地委、东北局西满分局）的关系等方面也达成基本一致。
1946年4月3日，内蒙古自治运动统一会议（即四三会议）在承德举行。云泽在致词中说：“东西两部蒙古同志们在这里能谈自己的自治和民族如何解放的问题，从内蒙古解放运动的历史来说是很有意义的。此次东蒙古代表同志为蒙古的事各处奔走，为的是解放蒙古，对这个我们是很钦佩的……内蒙古的解放只有在中国共产党的领导之下去争取奋斗的一点上，意见是一致的，不约而同。只要站在为内蒙古民族有利益的一个立场去争取、努力，那么，任何问题都不难解决的。”会议一致通过了《内蒙古自治运动统一会议主要决议》：
……内蒙古民族运动的方针是平等自治，不是独立自治，并且只有在中国共产党领导帮助下才能得到解放。在目前的形势下，内蒙古自治运动联合会为内蒙古自治区运动统一领导机关，东西各盟旗均组织其分会、支会，实现其纲领。……联合会统一领导内蒙古军队武装。
会议决定“东蒙古人民自治政府成立时曾申明内蒙古自治运动有统一机构后即撤废，现东西蒙已统一于联合会，决定东蒙古代表回去就召开代表会议，施行解散，今后在东蒙古设联合会总分会领导工作。”
此次会议决定解散东蒙古人民自治政府，成立内蒙古自治运动联合会东蒙古总分会和西蒙古总分会，分别领导内蒙古东部和西部的自治运动。卓索图盟、昭乌达盟、锡林郭勒盟、察哈尔盟受联合会的直接领导。会议选举联合会执行委员会委员，执委由25人增选至63人，候补执委由2人增选至12人，并由执委中推选出常委26人，乌兰夫为执行委员会主席兼常委会主席，博彦满都为副主席，刘春为秘书长，哈丰阿为副秘书长，联合会下设8部1处。同时还决定在蒙汉杂居区实行“蒙汉分治”，盟管旗，专署管县，“蒙人优势区”或者“深入蒙人区之汉人区”实行民主自治，接受各盟民主政府领导，盟、旗政府依照具体情况应当设有汉族委员；民国20年（1931年）九一八事变前没有设县的地方不再设县；废除设治局，而且废除之后不改设为县。
会议期间，经党中央批准，接受哈丰阿、特木尔巴根加入中共。
会议作出了《关于昭乌达盟行政军事及蒙汉关系诸问题的决定》，妥善解决了冀热辽分局与东蒙古人民自治政府关于热河省东北部16个旗归属、建政、军队指挥的矛盾。热河省政府拨给东蒙古人民自治政府3万银元，救济王爷庙机关工作人员和贫苦蒙民。1946年4月8日，中共热北地委、热北专署与东蒙古人民自治政府所属昭乌达省政府代表在林西谈判成功，达成《昭乌达行政问题蒙汉关系解决办法》，昭乌达省政府接受中国共产党的领导，热北专署与昭乌达盟政府合并为昭乌达盟行政委员会；东蒙古自治军骑兵第四师（由昭乌达盟各旗蒙族部队组成）接受热北军分区的领导指挥；同时，中国共产党派人接管巴林右旗。昭乌达省辖有开鲁、林西，经棚三县、林东汉民自治区和克什克腾、巴林左、巴林右、阿鲁科尔沁、扎鲁特五旗。 1946年5月1日，内蒙古自治运动联合会昭乌达盟分会在林东成立，主任乌力吉那仁，副主任那苏图。
1946年4月5日中共西满分局在王爷庙成立中共东蒙古工作委员会，张策任书记；1946年6月中共东蒙工作委员会改称中共兴安省工作委员会，张策任书记。
1946年4月上旬，内蒙古自治运动联合会卓索图盟分会成立。
1946年5月16日嫩江军区派王化一旅长率领第一旅部分部队乘火车和平进驻海拉尔，但滨洲铁路西段沿途的社情敌情非常复杂，大批地方警察为潜赴的地下军、先遣军、光复军。1946年5月下旬，内蒙古自治运动联合会分支机构——“呼伦贝尔文化促进会”在海拉尔成立。1946年5月呼伦贝尔治安总队改编为东蒙古人民自治军骑兵第六师，师长贡格尔扎布，师政委王化一（嫩江军区旅长）。1946年6月下旬改称内蒙古人民自卫军骑兵第六师。1946年8月改称呼伦贝尔地方自卫军，司令员登登泰（伪满少校军官），下设2个团，共325人，其中军官46人大都为民族干部。
1946年5月26日至28日，东蒙古人民第二次临时代表会议在王爷庙（今乌兰浩特）举行。会议通过并发布《东蒙古人民临时代表大会宣言》，提出：为全内蒙古自治运动的统一，执行“四三”会议决议，取消东蒙古人民自治政府，撤销各省建制，成立兴安省政府，建立内蒙古自治运动联合会东蒙总分会，哈丰阿为主任。会议决定兴安省政府受东北行政委员会和内蒙古自治运动联合会双重领导。大会选举特木尔巴根为兴安省政府主席，张策为副主席。会议宣布撤销东蒙古人民自治军，所属各部队统一编制，改称内蒙古人民自卫军；成立兴安军区，由内蒙古人民自卫军副司令员阿思根兼任兴安军区司令员，哈丰阿任政委。成立内蒙古自治运动联合会兴安盟分会，乌云达赉任主任(后由特布信接任)。
1946年6月1日，哲里木省建制撤销，哲里木盟民主政府、内蒙古自治运动联合会哲里木盟分会在通辽成立。6月5日，昭乌达省建制撤销，昭乌达盟行政委员会成立。6月7日，纳文慕仁省建制撤销，改组为纳文慕仁盟行政委员会。
至此，中共领导的内蒙古地区实际分为四部分：
- 东蒙的兴安省（包括兴安盟、哲里木盟、纳文慕仁盟、呼伦贝尔盟）：受东北局西满分局领导；
- 中部的昭乌达盟、卓索图盟：分别受晋察冀中央局冀热辽分局（1947年3月30日根据中共中央决定，冀热辽中央分局由晋察冀中央局划出归东北局领导，改称冀察热辽中央分局）的热北地委、热东地委领导；
- 西蒙的察哈尔之察哈尔盟、锡林郭勒盟及绥远之乌兰察布盟及巴彦塔拉盟，在晋察冀中央局之下成立内蒙古党委。下设锡察工委及巴乌工委。
- 伊克昭盟部分地区，受西北局领导。

内蒙古东、西部的党政军真正统一，还需要到1947年五一大会。